# Erwein von der Leyen (1798–1879)

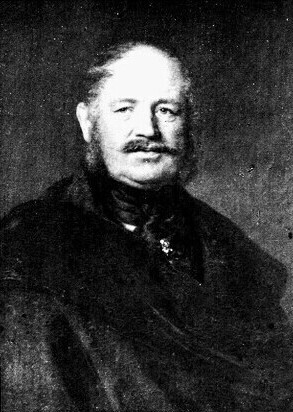
Erwein I. von der Leyen

Karl Eugen Damian Erwein I. Fürst von und zu der Leyen und Graf zu Hohengeroldseck, Freiherr zu Adendorf (* 3. April 1798 in Wiesentheid; † 17. Mai 1879 in Waal) war der zweite Fürst von der Leyen.

## Leben des 2. Fürsten von der Leyen
Erwein war der Sohn des Fürsten Philipp von der Leyen (* 1766; † 1829) und dessen Gemahlin Sophie Therese geborene Gräfin von Schönborn-Wiesentheid (* 1772; † 1810).
Am 23. November 1817 erfolgte die Immatrikulation in die Fürstenklasse des Königreichs Bayern. 1820 erwarb Erwein das Rittergut Waal-Unterdiessen im Ostallgäu, wo die Fürstenfamilie zukünftig ihren Sitz nahm. Die Besitzungen Arenfels, Nievern und Camp wurden verkauft.
Beruflich machte Erwein von der Leyen eine Karriere als Offizier in der  Bayerischen Armee. 1814 wurde er Unterleutnant, 1817 Oberleutnant, 1820 Rittmeister, 1823 Major, 1833 Oberstleutnant, 1841 Oberst à la suite und schließlich 1856 Generalmajor.
Von seinem Vater erbte er 1829 den Fürstentitel sowie den ständigen Sitz in der Ersten Kammer der Badischen Ständeversammlung, war jedoch dort bis zu seinem Tod 1879 nie persönlich anwesend. Der Sitz des Fürsten in der badischen Kammer beruhte auf dem 1815 mediatisierten Fürstentum von der Leyen, welches 1806 auf dem Territorium der Grafschaft Hohengeroldseck errichtet und gemäß einer Vereinbarung auf dem Aachener Kongress am 4. Oktober 1819 vom Kaisertum Österreich an das Großherzogtum Baden abgetreten worden war.

## Nachkommen
Erwein Fürst von der Leyen heiratete am 18. August 1818 in Wien Sophie Therese Johanna geborene Gräfin von Schönborn-Buchheim (* 24. November 1798 in Prag; † 31. Mai 1876 in Waal). Aus der Ehe gingen sechs Kinder hervor, von denen jedoch nur zwei Söhne und eine Tochter das Erwachsenenalter erreichten.
- Philipp II. Fürst von der Leyen (* 14. Juni 1819 in Gondorf; † 24. Juli 1882 in Waal)
- Franz Prinz von der Leyen (* 17. Februar 1821; † 8. Dezember 1875)
- Amalie Prinzessin von der Leyen (* 17. Dezember 1824; † 9. April 1857)

Das Grab des Fürstenpaars Erwein und Sophie Therese von der Leyen befindet sich in Waal.